# Parantica dannatti
Parantica dannatti (tên tiếng Anh Dannatt's Tiger) là một loài bướm giáp thuộc phân họ Danainae. Đây là loài đặc hữu của Philippines.